# Hastula rufopunctata
Hastula rufopunctata é uma espécie de gastrópode do gênero Hastula, pertencente a família Terebridae.